# Ханфф, Хелен
Хелен Ханфф (англ. Helene Hanff; 5 апреля 1916, Филадельфия, штат Пенсильвания — 9 апреля 1997, Нью-Йорк, США) — американская писательница и сценаристка.

## Биография
Прервав занятия в университете по экономическим причинам, Х. Ханфф сначала работала машинисткой. Позже занялась редактированием сценариев многих социальных телевизионных драм. В 1950-х годах, когда телевидение стало набирать популярность стала писать собственные сценарии телесериалов и театральных пьес.
В 1961 году написала книгу мемуаров Underfoot in Show Business, описав путь молодого амбициозного драматурга в мире театра 1940-х годов. Её пьесы восхищали ведущих продюсеров Бродвея, однако никто не брался за их постановку.
Наиболее известна её работа над «The Adventures of Ellery Queen». Х. Ханфф не оставляла безуспешных попыток организовать постановку пьес на Бродвее.
В конце концов, она обратилась к литературе, где впоследствии и прославилась, как автор мемуаров «Чаринг Кросс Роуд, 84» (84, Charing Cross Road), опубликованным в Англии и США в 1970 году, экранизированы в 1987 году.
По случаю публикации книги в Англии её лондонский издатель пригласил Ханфф в тур по стране в 1971 году. Так состоялось путешествие, о котором, по её собственному признанию, она давно мечтала. Она описывает свои впечатления от шестинедельного пребывания в дневнике «Герцогиня Блумсбери-стрит».
Поскольку описания её жизни пользовались популярностью у публики, она ежемесячно с 1978 по 1984 год писала для BBC пятиминутные статьи о жизни в Нью-Йорке. Они появились в виде сборника под названием «Письма из Нью-Йорка».
Ханфф никогда не была замужем. Умерла от диабета за шесть дней до своего 81-го дня рождения.

## Избранные произведения
- Underfoot in Show Business (1961)
- The signing of the Constitution (1961)
- Terrible Thomas (1964)
- Early Settlers in America (1965)
- John F. Kennedy; young man of destiny (1965)
- Religious Freedom; the American Story (1966)
- Good neighbours: the Peace Corps in Latin America (1966)
- Mexico (1967)
- Paraguay and Uruguay (1967)
- Our Nation’s Capitol (1967)
- Butch Elects a Mayor (1969)
- Queen of England; the Story of Elizabeth I (1969)
- 84, Charing Cross Road (1970)
- The Movers and Shakers; The young activists of the sixties (1970)
- The Duchess of Bloomsbury Street (1973)
- Apple of My Eye (1977)
- Qs' Legacy (1985)
- Underfoot in Show Business (1989)
- Letter from New York (1992)

## Избранные сценарии
- Чаринг Кросс Роуд, 84 (1987) / 84 Charing Cross Road
- Театр 90 (сериал, 1956—1961) / Playhouse 90
- Утренний театр (сериал, 1955—1958) / Matinee Theatre
- The Adventures of Ellery Queen (сериал, 1950—1952)